# DHL寒天培地
DHL寒天培地（ディーエイチエルかんてんばいち、Deoxycholate-hydrogen sulfide-lactose agar）とは、腸内細菌科の選択培地として利用される寒天培地の1つ。サルモネラ属菌、赤痢菌、エルシニア属菌などの分離に用いられる。乳糖、白糖分解菌は赤色から桃色の不透明なコロニーを形成する。乳糖、白糖非分解菌は無色透明なコロニーを形成する。硫化水素産生菌は黒色コロニーを形成する。例えば、DHL寒天培地上で大腸菌は赤色コロニー、赤痢菌は無色コロニーを形成し、サルモネラ属菌の大部分は黒色コロニーを形成するが、一部に黒色コロニーを形成しないものも存在する。
組成の一例（精製水1 L ）
| 肉エキス                   | 3 g    |
| カゼインペプトン           | 10 g   |
| カゼイン-酸水解物          | 5 g    |
| 獣肉ペプトン               | 5 g    |
| 乳糖                       | 15 g   |
| 白糖                       | 10 g   |
| デオキシコール酸ナトリウム | 1 g    |
| チオ硫酸ナトリウム         | 2.5 g  |
| クエン酸ナトリウム         | 1 g    |
| クエン酸鉄アンモニウム     | 1 g    |
| ニュートラルレッド         | 0.03 g |
| 寒天                       | 15 g   |

上記の組成を、純水に入れ加温溶解する（pH 7.0）。高圧蒸気滅菌を行ってはならない。